# 육상 교통

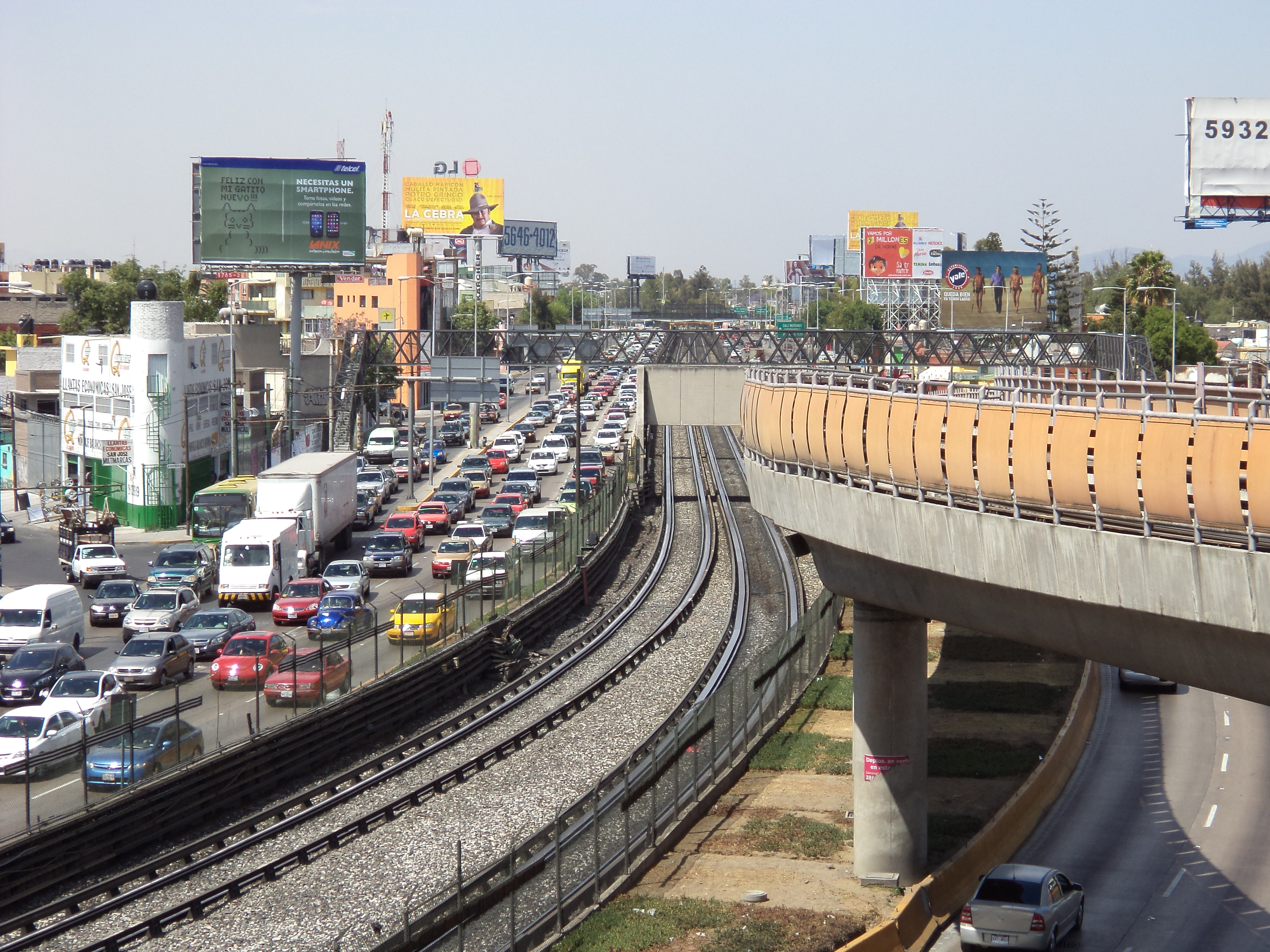
멕시코시티 오세아니아역 인근의 교통. 육상 교통은 크게 보아 도로 교통과 철도로 나눌 수 있다.

육상 교통(陸上 交通)은 여객이나 화물을 육상을 통해 운송하는 교통이다. 이동 경로가 육지로 한정된다는 점이 해운이나 항공과 차이를 보인다. 육상 교통의 수단은 단순히 걷는 것에서 부터 소나 말 같은 가축을 이용하는 것, 자전거나 자동차, 기차 등의 기계적인 교통 수단을 이용하는 것까지 다양하지만 기반 시설을 기준으로 볼 때 크게 보아 도로 교통과 철도로 나눌 수 있다. 이 외에도 경사가 가파르거나 도로를 놓기 어려운 곳에는 삭도를 이용한 케이블카와 같은 수단이 쓰이며 파이프라인 수송과 같은 수단도 화물을 목적지로 이동시킨 다는 점에서 육상 교통에 포함할 수 있다.
육상 교통의 운영에는 각종 기반 시설이 필수적이다. 포장도로는 도로 교통의 핵심적 기반 시설로 사람들이 출발지의 문 앞에서 도착지의 문 앞까지 이동할 수 있도록 해준다. 도로에는 교통안전을 위해 차선, 교통표지, 신호등과 같은 시설이 필요하고, 철도 역시 기본적인 선로의 부설과 함께 철도 신호기, 분기기, 선로전환기와 같은 설비가 필요하다. 또한 대규모의 여객과 화물의 집산을 위해 버스터미널, 정류장, 철도역, 화물 터미널, 화물역 등이 운영된다. 자가용 자동차의 경우와 달리 대중교통은 지정된 곳에서만 이용할 수 있기 때문에 이들 사이를 다른 교통 수단과 연결할 환승 시설이 필요하다. 지하철 역과 연계된 주차시설, 버스터미널과 연결된 도시 철도, 공항과 연결된 공항철도와 도로, 항만과 연결된 육상 교통 수단 등 많은 환승 시설이 있다.
내연 기관은 대표적인 육상 교통의 동력원이지만 대기 오염과 소음 공해, 그리고 온실 기체의 주요 배출원으로 지목되고 있다. 이에 따라 근거리 교통에서 걷기나 자전거, 인라인 스케이트와 같이 사람의 힘으로 움직이는 교통 수단이 환경 보호를 위한 대안으로 이용되고 있다. 사람의 힘을 이용한 교통 수단의 대중화를 위해서는 자전거 전용도로나 보행자 공간과 같이 안전과 편리를 위한 별도의 기반 시설이 잘 갖추어져야 한다.

## 역사

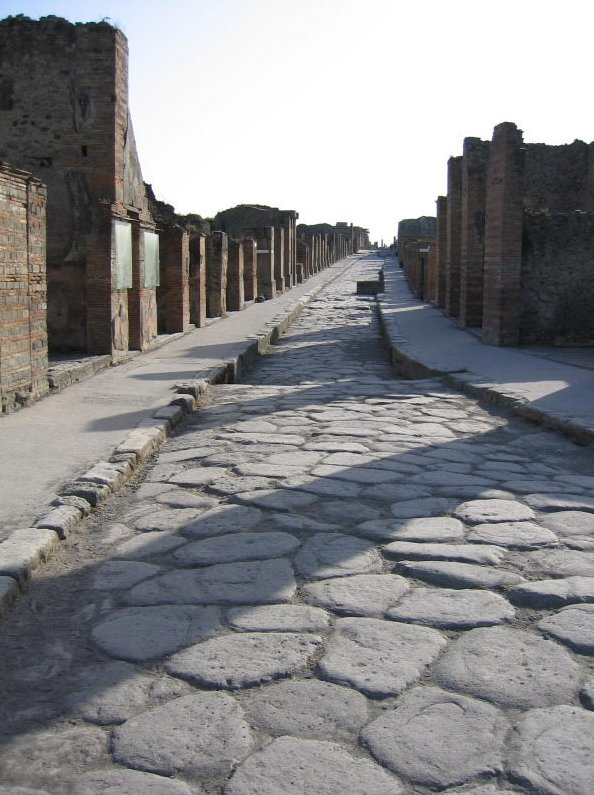
폼페이 유적의 로마 도로

인류의 가장 오래된 교통 수단은 그저 걷는 것이었다. 인류의 역사와 함께 이루어진 보행자 교통은 오늘날에도 여전히 근거리를 이동하는 가장 흔한 이동 방법이다. 교통의 발달과 함께 이동의 편리를 위해 도로가 놓이게 되었다. 도로는 사람과 동물 등이 자주 왕래하면서 자연스럽게 생기기도 하였지만 이미 신석기 시대부터 사람들은 계획적으로 도로를 건설하였다. 영국의 서머싯주에서 기원전 3807년 무렵 습지 위로 통나무를 놓아 마련한 스위트 트렉이 발견되었다. 고대 시대 세계 각지에는 주요 무역로가 놓였다. 로마의 도로는 유럽 전역으로 확장되었고, 인도와 중앙아시아에는 그랜드 트렁크 로드가 무역 네트워크를 형성하였다. 비단길이나 초원길은 대표적인 동서 교역로이다. 고대의 무력로는 대륙을 넘나드는 장거리 이동으로 고대의 세계화를 촉진하였다.
보다 많은 짐을 운반하거나 더 빨리, 더 멀리 이동하기 위해 여러 사역동물들이 교통 수단으로 이용되었다. 중앙아시아에서 가축화된 말은 대표적인 이동 수단으로 사용되었으며 기원전 22세기 무렵부터 유라시아 각지로 확산되었다. 이외에도 각 지역의 사정에 따라 소, 물소, 낙타, 라마, 당나귀, 노새와 같은 동물들이 직접 타거나 수레나 마차를 끌게 하는 용도로 이용되었다. 북극권과 같은 곳에서는 개썰매를 이용하기도 한다.
산업 혁명이후 기계적 동력을 제공하는 엔진을 이용한 교통 수단이 등장하여 각종 자동차와 철도 운송에 기계적 동력이 이용되었다. 증기 기관으로 시작된 기계 동력은 이후 가솔린 기관과 디젤 엔진과 같은 내연 기관으로 발전하였다. 내연 기관은 20세기 후반까지 전세계 육상 교통의 대부분을 차지하였으나 20세기 후반에 들면서 전동기를 사용하는 운송 수단이 크게 늘었다. 전기차량은 도로의 경우 노면전차나 트롤리버스, 철도의 경우 지하철의 전동차와 같은 대중교통에서 시작되어 고속철도와 같은 장거리 고속 운송에 이용되어 왔으며 최근에는 전기자동차와 같이 전동기를 사용하는 자가용 자동차도 생산되고 있다.
철도는 대표적인 근대 발명품 가운데 하나이다. 근세 시기 탄광 등에서 이용된 궤도 운송에서 착안하여 시작된 철도 운송은 초기에는 마차철도와 같이 동물의 힘을 이용한 철도가 운행되기도 하였으나 증기 기관차의 도입과 함께 대표적인 현대 교통 수단의 하나로 떠올랐다.:8-11 영국에서 시작된 철도 부설은 유럽과 미국으로 확산된 후 19세기 말에서 20세기 초에 걸쳐 전세계적인 철도 부설 경쟁을 촉발시켰다. 19세기 말무렵 미국과 캐나다 등에서 대륙 횡단 철도가 놓였고 1904년 모스크바와 블라디보스토크를 잇는 시베리아 횡단 철도가 완공되었다. 한편 도시화가 가속화되면서 도심 교통을 위해 도시 철도와 지하철 역시 건설되었다. 철도 역시 증기 기관과 내연 기관의 시대를 거쳐 오늘날에는 대부분 전기를 사용하는 쪽으로 진화하였다.

## 동력

### 인력

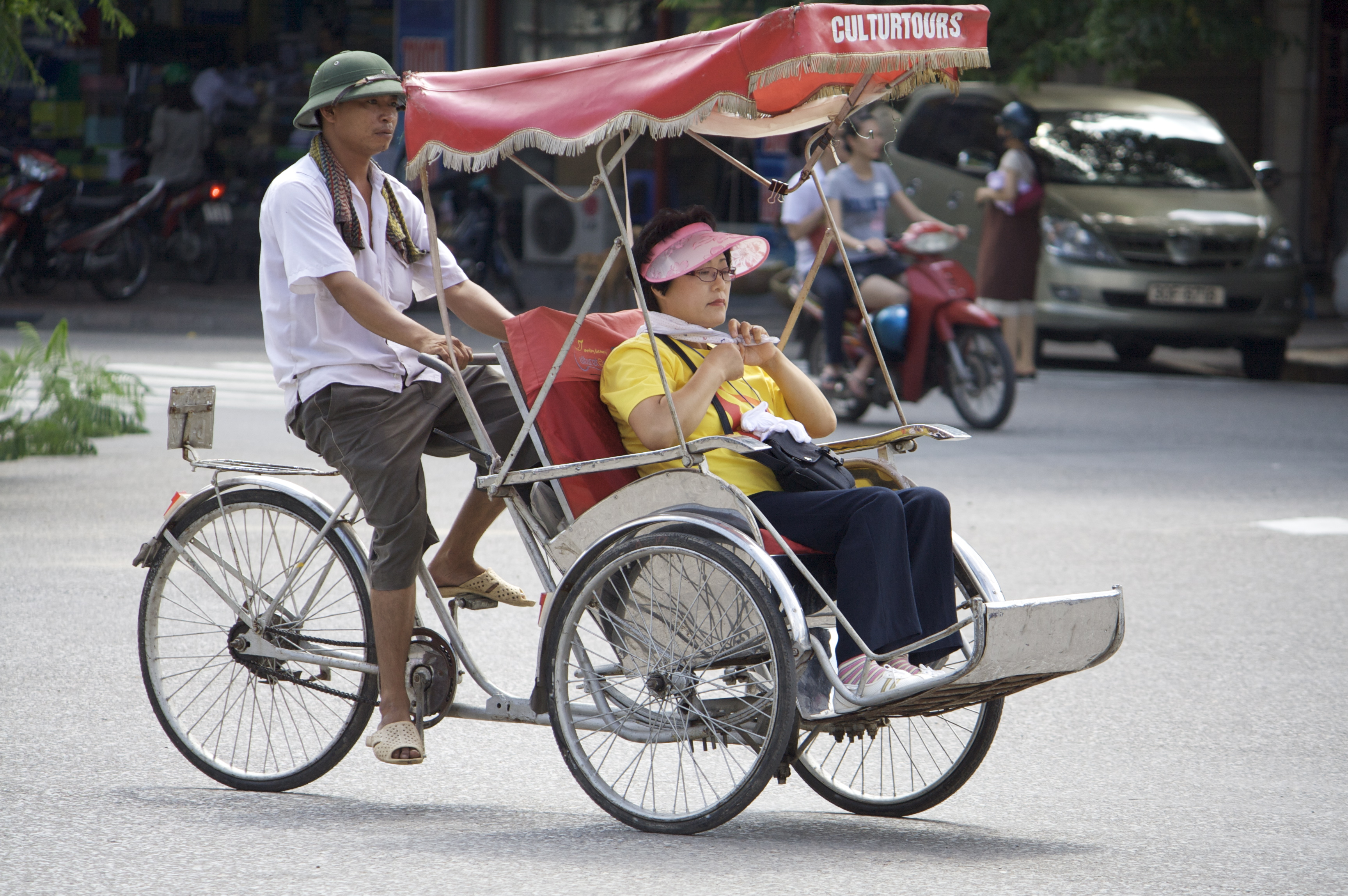
하노이의 시클로

가장 오래되었고 여전히 가장 많이 사용되는 동력은 인간 스스로의 힘이다. 오랜 세월 동안 사람들은 원하는 곳으로 가기 위해 그저 걸었다. 걷기, 달리기와 같은 방법뿐만 아니라 지게나 손수레를 이용한 물건의 운반 등도 인력을 이용한 것이다.
근대 시기 인력거는 오늘날의 택시에 비견될 수 있는 주요 교통 수단이었다. 인력거에 자전거를 연결한 사이클릭샤는 오늘날에도 세계의 많은 곳에서 이용된다. 자전거 또한 주요 이동 수단으로 이용되고 있고, 인라인 스케이트는 보다 빠르게 이동할 수 있다는 장점 때문에 경찰의 순찰과 같은 업무에도 사용된다.
인간 스스로의 힘으로 이동하는 것은 오늘날에도 가장 흔한 교통 수단 가운데 하나이다. 다른 교통 수단을 이용하기 위해 가까운 역이나 정거장까지 보행로를 걷거나 자전거 등을 이용한다. 자동차 등이 배출하는 온실 가스가 기후 변화의 원인으로 지목되면서 세계 각국은 되도록 인력을 이용한 교통을 늘리기 위한 정책을 펴고 있다. 사람의 힘을 이용한 교통 수단의 대중화를 위해서는 자전거 전용도로나 보행자 공간과 같이 안전과 편리를 위한 별도의 기반 시설이 잘 갖추어져야 한다.

### 축력

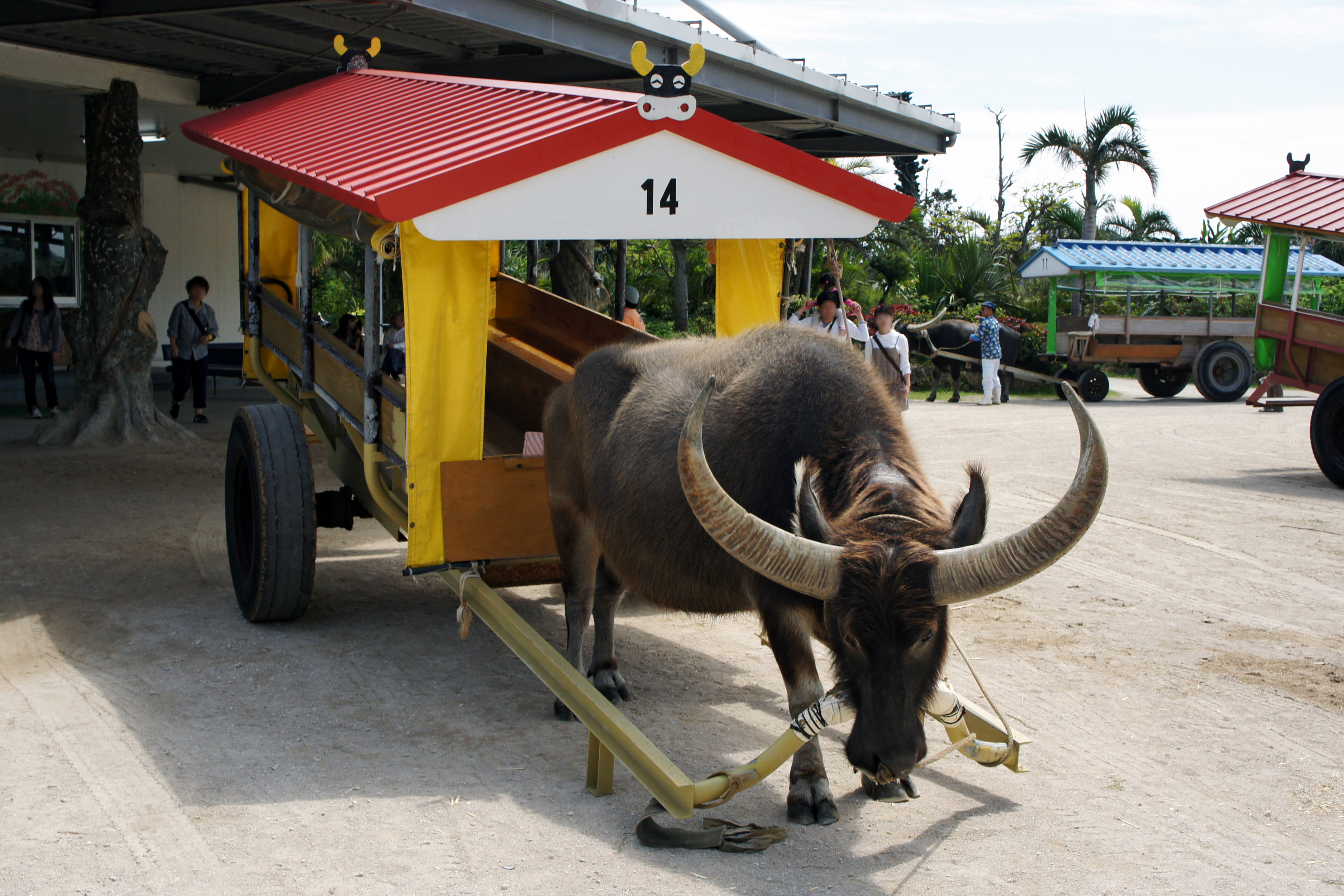
일본 유부지마의 관광용 물소 수레

사람들은 보다 멀리 보다 빠르게 이동하거나 보다 무거운 짐을 운반하기 위해 동물의 힘을 사용해 왔다. 오늘날에도 세계 곳곳에서 여러 종류의 사역동물을 이용하여 짐을 나르고 사람이 이동한다. 차마고도는 중국의 윈난성, 쓰촨성에서 티베트고원을 넘어 인도까지 이어진 고대부터 사용된 교역로로 여전히 말을 이용한 교역이 이루어지고 있다.
말을 이용한 교통은 기원전 25세기 무렵부터 이미 사용되고 있었다. 그후 말은 전차, 기병과 같은 군사 분야에서부터 역참과 같은 국가의 교통 및 통신 제도, 여행이나 무역에 이르기까지 두루 사용되었다. 이러한 말의 이용은 근대에까지 이어져 철도 역시 초기에는 마차철도가 운용되었고 말은 대중 교통에도 사용되었다. 파리 도심에서 운영된 마차인 옴니뷔스(omnibus)는 오늘날 대표적인 대중 교통인 버스의 어원이 되었고, 장거리 이동에는 역마차가 이용되었다. 말의 이용은 단위계에도 쓰여 일률의 측정에 마력이 단위로 사용된다.
소 역시 두루 이용된 사역동물이다. 소가 가축화된 것은 기원전 7000-6000년 무렵으로, 중앙아시아와 서아시아에서 사육되기 시작하였고, 점차 동서로 퍼지게 되었다. 중국에는 기원전 2200년 무렵, 한국의 경우 기원 전후 무렵 도입된 것으로 보인다. 소는 느리지만 힘이 좋아 농업의 여러 분야에 두루 쓰였는데 교통에서는 주로 무거운 짐을 실은 짐수레를 끄는 일에 쓰였다. 지역에 따라서는 물소를 쓰기도 하였다.
낙타는 건조 지대의 교통 수단으로 널리 쓰였고 남아메리카의 고원지대에서는 라마와 알파카 등이 쓰인다. 당나귀와 노새도 오랫동안 사용된 사역동물이다. 다른 동물들이 살기 어려운 북극권에서는 개를 이용하여 왔다. 알래스카에서는 해마다 개썰매 경주가 열린다.

### 엔진

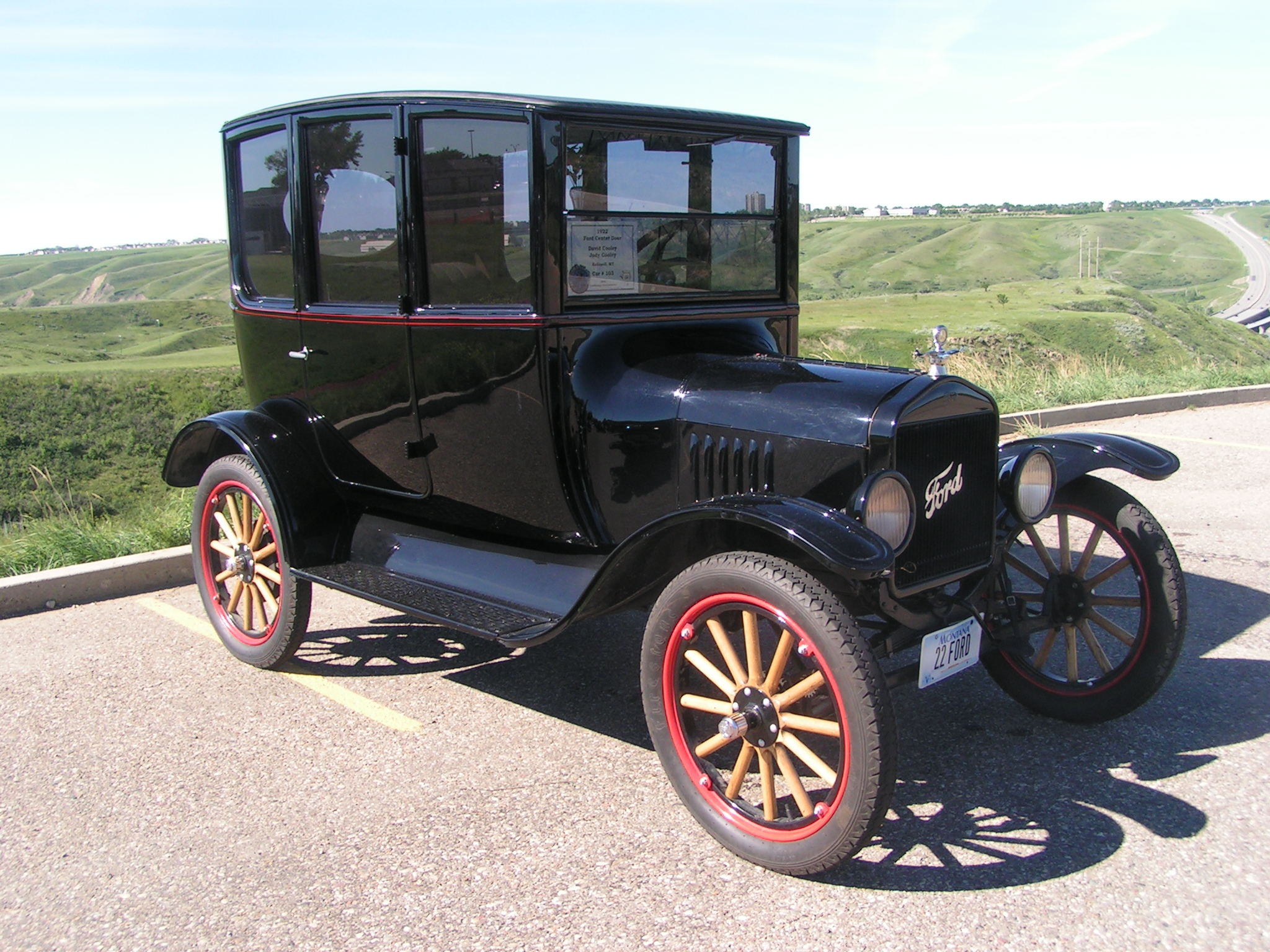
포드 모델 T

엔진을 장착하여 기계적 힘을 이용하는 교통 수단은 산업 혁명 이후 도입되었다. 최초의 성공적인 증기 기관차 가운데 하나인 로켓호 이후 철도는 새로운 교통 수단으로 각광받게 되었다. 1829년 골즈워디 거니가 런던에서 바스까지 증기자동차를 운행한 이후 도로에서 증기 자동차들이 운행되었으나 도로 교통에서 보편적인 엔진 사용은 내연기관의 발명 이후에 이루어졌다.
휘발유를 연료로 하는 가솔린 기관은 주로 승용차용으로 개발되었다. 최초의 내연기관 자동차는 1885년 카를 벤츠가 발명한 휘발유를 사용하는 삼륜차였다. 미국의 포드 모델 T는 부품 표준화와 컨베이어 시스템 등을 기반으로한 포드주의 생산 방식으로 가격을 낮추어 대중들이 자신만의 "마이카"(my car)를 구매할 수 있는 계기가 되었고 이후 세계 곳곳의 도로는 자가용 자동차가 들어차게 되었다.
최초의 디젤 엔진은 땅콩 기름을 연료로 작동하였다. 디젤 엔진은 비교적 낮은 세탄가를 보이는 다양한 연료로도 작동된다. 오늘날에는 보통 경유를 사용하지만, 석유 파동을 겪을 때에는 석탄을 액화하여 사용하기도 하였고, 2차 대전 말기 석유 부족을 겪던 지역에서는 목탄차로 개조하여 이용하기도 하였다.
전기를 운동 에너지로 바꾸는 전동기를 이용한 교통 수단도 철도 초기부터 제안되어왔다. 1879년에 독일의 전기 회사인 지멘스가 베를린 박람회에 맞추어 노면전차를 선보였고 이후 세계 여러 곳에서 대중 교통으로 이용되었다. 초기 증기기관으로 운행되던 지하철은 매연과 소음 문제가 심각하여 이러한 문제를 해결하기 위해 전동차가 도입되었다. 이후 열차의 운행도 차츰 디젤 기관차를 대신하여 전기를 사용하게 되었고, 고속철도는 오로지 전기로만 운행하게 되었다.
기차나 트램, 트롤리와 같은 기존의 전기 차량은 부설된 전선을 이용하여 외부로부터 끊임없이 전기를 공급받아야 하였으나, 리튬 이온 전지의 등장으로 효율성 높은 대용량 이차 전지의 생산이 가능하게 되면서 자제적으로 충전하여 운행하는 전기자동차가 가능하게 되었다. 전기자동차에는 전동기로만 움직이는 것 외에도 내연 기관과 전동기가 함께 사용되는 하이브리드 자동차,  수소를 연료로 사용하는 연료전지 방식의 수소 자동차도 있다.

## 종류

### 도로 교통

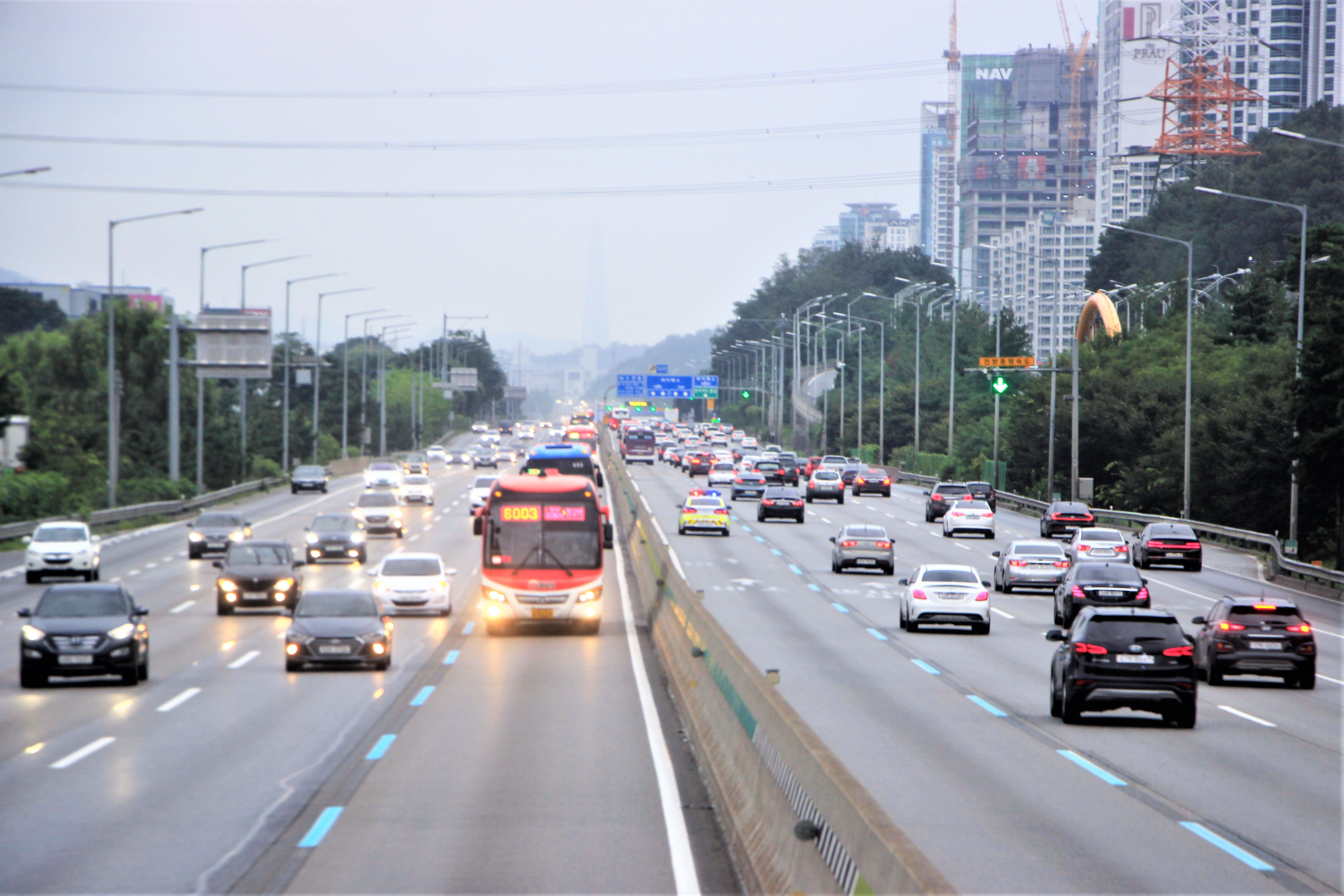
경부고속도로

최초의 도로는 아마도 사람이나 동물들이 자주 이동하는 곳이 자연스럽게 길로 변한 것이었을 것이다. 그러나 사람들은 아주 오래전 부터 의도적으로 길을 만들고 유지하여 이미 신석기 시대에 만들어진 길들이 발굴되고 있다. 고대 시대에는 세계의 여러 곳이 비단길과 같은 무역로로 연결되었다.
도로는 출발지에서 목적지까지 연결되는 교통 기반 시설로 육상 교통에서 빼놓을 수 없는 중요한 시설이다. 오늘날에도 세계 여러 곳에는 자연적으로 형성된 도로나 비포장 도로들이 이용되고 있지만, 현대 도로 교통의 가장 중요한 시설은 포장도로라 할 수 있다. 포장도로는 다양한 차량이 이용할 수 있어야 하기 때문에 여러 면에서 법률적 규제를 받는다. 일정 이상의 하중을 견뎌야 하고 도로의 폭과 노면의 상태 등도 규격을 충족하여야 하며 정기적인 유지보수가 필수적이다.
차량의 통행을 원활하게 하기 위해 도로의 기능을 구분하여 관리한다. 대한민국의 경우 주간선도로와 보조간선도로, 집산도로, 국지도로로 구분하고 있다. 교통안전을 위한 적절한 교통표지와 신호등, 횡단보도와 같은 부대 설비도 설치되어야 한다. 강이나 호수, 바다를 건너기 위해서는 교량이 필요하고, 공항, 항만, 철도역 등과 연결된 곳에는 원활한 환승을 위해 주차장, 주차장 건물, 각종 터미널 등도 건설된다. 화물의 운송과 집하를 위해서는 별도의 화물 터미널이 운영된다.
도로의 설치에는 막대한 자금이 소모된다. 그 때문에 오래 전부터 도로 설치는 국가가 주도하는 대표적인 공공사업 가운데 하나였다. 조선 시대의 교통에서도 전국은 서울을 중심으로 여러 개의 도로로 연결되었다. 이와 같이 도로는 정치나 경제의 중심지와 사방을 연결한다. "모든 길은 로마로 통한다"는 말에는 고대 로마 시기 유럽의 각지와 로마의 권력 관계가 담겨있다. 근세 유럽의 각국은 식민주의를 앞세워 세계 각지를 식민지로 만드는 제국주의 열강이었다. 이들은 식민지에 본국과 연결되는 항구를 중심으로 한 물산이 집약되는 핵심 식민도시를 건설하고, 이를 중심으로 점차 내륙으로 파고드는 교통망을 건설하였다. 이 역시 도로의 건설이 정치 및 경제와 땔래야 땔 수 없는 관계임을 보여준다.
세계 각국은 자국 내의 원활한 교통 발전을 위해 여러 종류의 도로를 설치하고 있다. 특히 도시와 도시를 연결하는 고속도로는 효율성 높은 교통 체계의 구축으로 경제 발전을 돕는다. 한편 대도시에서 지방 곳곳까지 뻗어나가는 고속도로망은 지방 인구가 도시로 유입하는 도시화를 가속시킨다. 이로 인해 대도시 인근 지역은 대도시로 인구가 유출되어 경기 침체 등의 여러 부정적 영향을 받는다.
일반적으로 도로는 누구나 이용할 수 있는 공공재로 여겨지지만 막대한 기금을 투자하여 설치한 고속도로 등의 간선도로들은 유료도로로 운영되기도 한다. 대한민국 최초의 유료도로는 1967년 9월 개통한 서울의 강변1로(현 노들로)였고 1976년 무료화되었다.

### 궤도 교통

#### 철도

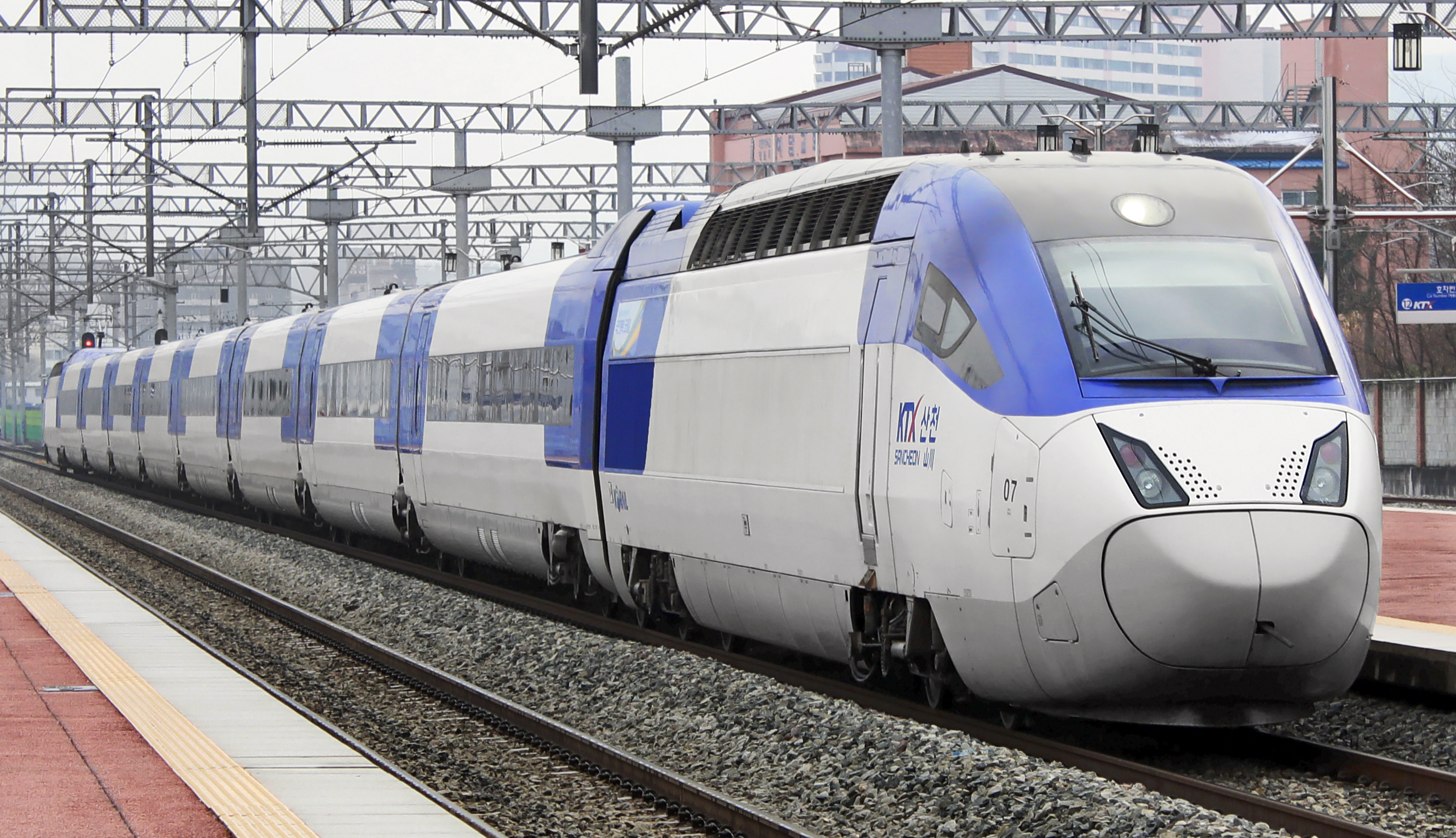
KTX-산천

철도는 대표적인 근대 발명품 가운데 하나이다. 근세 이후 유럽의 탄광에서는 이미 선로를 설치하여 광석을 옮기는 데 사용하고 있었다. 철을 이용하여 제작되는 궤도는 일반 도로 운송보다 마찰력이 적어 보다 무거운 물건을 운송할 수 있게 하였다. 19세기 초 잉글랜드 북동부의 석탄이 경제 발전에 중요해졌다. 이 지역은 험준한 지형으로 기존의 수운이나 마차 등을 이용하기 어려워 철도가 선호되었다. 이미 방적기 등에 증기 기관이 사용되고 있었지만 철도 위를 달리는 동력으로 개발은 이루어지지 않아 초기 철도는 말이 끄는 화차가 일반적인 형태였다.:9-11 1806년 잉글랜드의 스완지에서 멈블스의 8 km 구간에 놓인 철도는 이듬해인 1807년 부터 여객을 수송하기 시작하였다. 말 한마리가 끄는 마차철도였던 스완지-멈블던 객차는 12 명을 태울 수 있었다.:14-16
철도가 실제 대표적인 장거리 운송 수단이 된 것은 증기 기관차의 출현 이후이다. 여러 발명가의 경쟁적인 시도 끝에 1829년 로켓호가 안정적인 성능을 보이며 운행에 성공하였고 이후 철도는 잉글랜드를 넘어 유럽과 아메리카, 아시아 등의 각지에서 경쟁적으로 건설되었다. 1869년 미국의 대륙횡단철도가 완공되었고 1885년에는 캐나에서도 대륙회단철도가 개통되었다. 1904년 모스크바와 블라디보스토크를 이은 시베리아 횡단 철도가 놓였고 조선을 놓고 일본과 러시아의 러일 전쟁이 일어났다. 철도는 근대화의 상징이자 제국주의의 강력한 도구였다. 20세기에 들어서 에너지 효율이 낮은 증기 기관차는 디젤 기관차로 대체되기 시작하였고 다시 전기 기관차가 철도 교통의 주력이 되었다. 항공 운송의 발달과 고속도로의 확대로 경쟁력을 잃어가던 철도는 고속철도를 계기로 다시 주요 여객 수송 수단의 하나로 떠오르게 되었다.

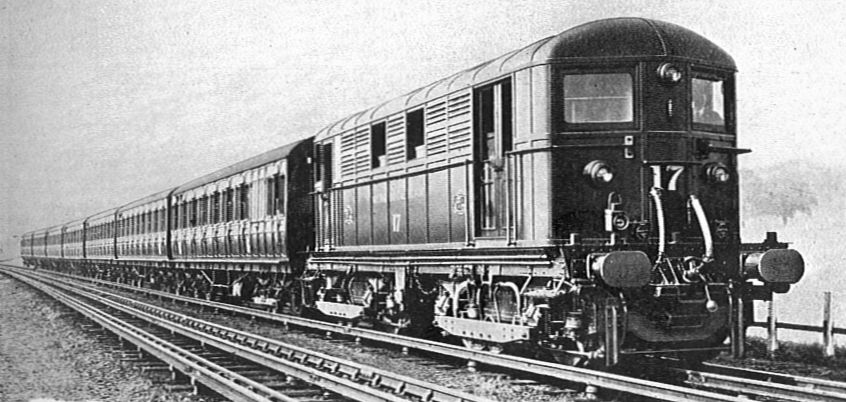
1920년대 런던 메트로폴리탄 레일웨이의 전동차

근세 이후 지속적으로 이루어진 도시화로 근대 시기 세계 곳곳에 대도시가 형성되었다. 대도시는 사람과 물자가 극도로 집약되어 막대한 교통 수요를 발생시킨다. 이 때문에 원활한 도심내 이동을 위해 도시 철도와 지하철이 놓이게 되었다. 최초의 지하철은 1863년 런던에서 증기 기관차를 이용하여 운행되었다. 승객들은 엄청난 소음과 매연에 시달려야 하였지만 도로가 언제나 정체 상태였기 때문에 많은 사람들이 이용하였다. 이후 1875년 이스탄불, 1892년 시카고, 1896년 부다페스트, 1896년 글래스고, 1897년 보스턴, 1900년 파리, 1902년 베를린에 지하철이 건설되었고 전 세계에서 대도시 교통의 핵심 수단으로 자리잡게 되었다. 한 동안 증기 기관차로 운행되던 지하철은 소음과 매연 문제를 해결하기 위해 전동차로 교체되었다. 전동차의 개발 역시 영국에서 시작되었다. 1904년에서 1906년 무렵 개발된 최초의 전기기관차는 동력이 크지 않아 널리 사용되지 않았으나 1920년대 초 300 마력 급의 전동차가 개발되어 지하철 운영에 투입되었다. 일본은 1927년 도쿄에 전동차로 운행되는 지하철이 시작되었고 서울 지하철은 1974년 운행을 시작하였다.

#### 노면전차

보신각 앞을 지나는 노면전차

1879년에 독일의 전기 회사인 지멘스가 베를린 박람회에 맞추어 노면전차를 운행하여 마차철도를 대체할 새로운 교통수단을 선보였다. 노면전차는 지하철에 비해 부설 비용이 적고 다양한 지형 조건에서 운행할 수 있어 도심 대중교통 수단으로 각광받았다. 1880년 말 시작된 멜버른의 노면전차는 현재 총연장 200 km 이상을 자랑한다. 1852년 시작된 샌프란시스코의 노면전차는 관광 명물로도 인기가 있다. 서울은 대한제국 시기인 1899년 노면전차가 도입되어 1968년까지 운행되었다.

#### 모노레일
모노레일은 일반적인 철도와 달리 단선의 선로로 운용되는 궤도 교통이다. 모노레일 역시 1820년대 이미 등장하여 19세기 말 본격적으로 운행되기 시작하였다. 모노레일은 지하철보다 설치 비용이 적고 버스보다 승객 운송량이 크다는 장점이 있으나 선로의 분기가 어렵고 지하 구간은 지하철 보다 건축 비용이 오히려 크며 유지 보수에도 비용이 크게 들어가는 단점이 있어 철도 교통에 비해 건설되는 경우가 적다. 1988년 개통된 시드니의 모노레일은 결국 2013년 철거되었다. 대한민국의 경우도 지방자치단체가 무리하게 추진한 모노레일은 재정 악화와 수요 부족의 어려움을 겪고 있다. 월미바다열차는 추진 11년 만인 2019년 8월에야 개통되었으나 개통 하루만에 결함으로 운행 중단되었고 부산 서구 천마산의 모노레일 설치 추진도 기금 부족 등으로 난항을 겪고 있다.

### 기타 육상 교통
파이프라인 수송은 석유나 천연가스와 같은 물질을 운송하는 설비이다. 파이프라인을 이용한 수송 역시 고대 로마의 수도관까지 거슬러 올라갈 만큼 역사가 길다. 러시아는 자국이 생산하는 천연가스를 파이프로 수송하여 세계 각국에 판매하고 있다. 파이프라인 수송은 운송 과정을 자동화할 수 있고 온실가스 발생을 줄일 수 있다는 이점 때문에 보다 다양한 물자를 운송하기 위한 방법들이 연구되고 있다.
도로를 놓기 어려운 급경사의 산악이나 험난한 지형에는 삭도를 이용한 케이블카가 사용된다. 케이블카는 특히 관광을 위해 건설되는 경우가 많다.

### 환승 시설
육상 교통은 수상 교통이나 항공과 같은 다른 형태의 교통과 연결되기 위한 환승 시설로 유기적인 교통 네트워크를 이룬다. 주요 대도시의 공항은 공항철도나 공항버스 등의 도심과 연결되는 대중교통 시설을 갖추고 있다.
육상 교통 내에서도 기차역에서 최종 목적지까지는 별도의 교통 수단을 이용하여야 하고, 시외버스와 같이 도시 사이를 연결하는 교통 수단도 터미널을 운영하여 다른 교통 수단과 연결된다.

## 차량

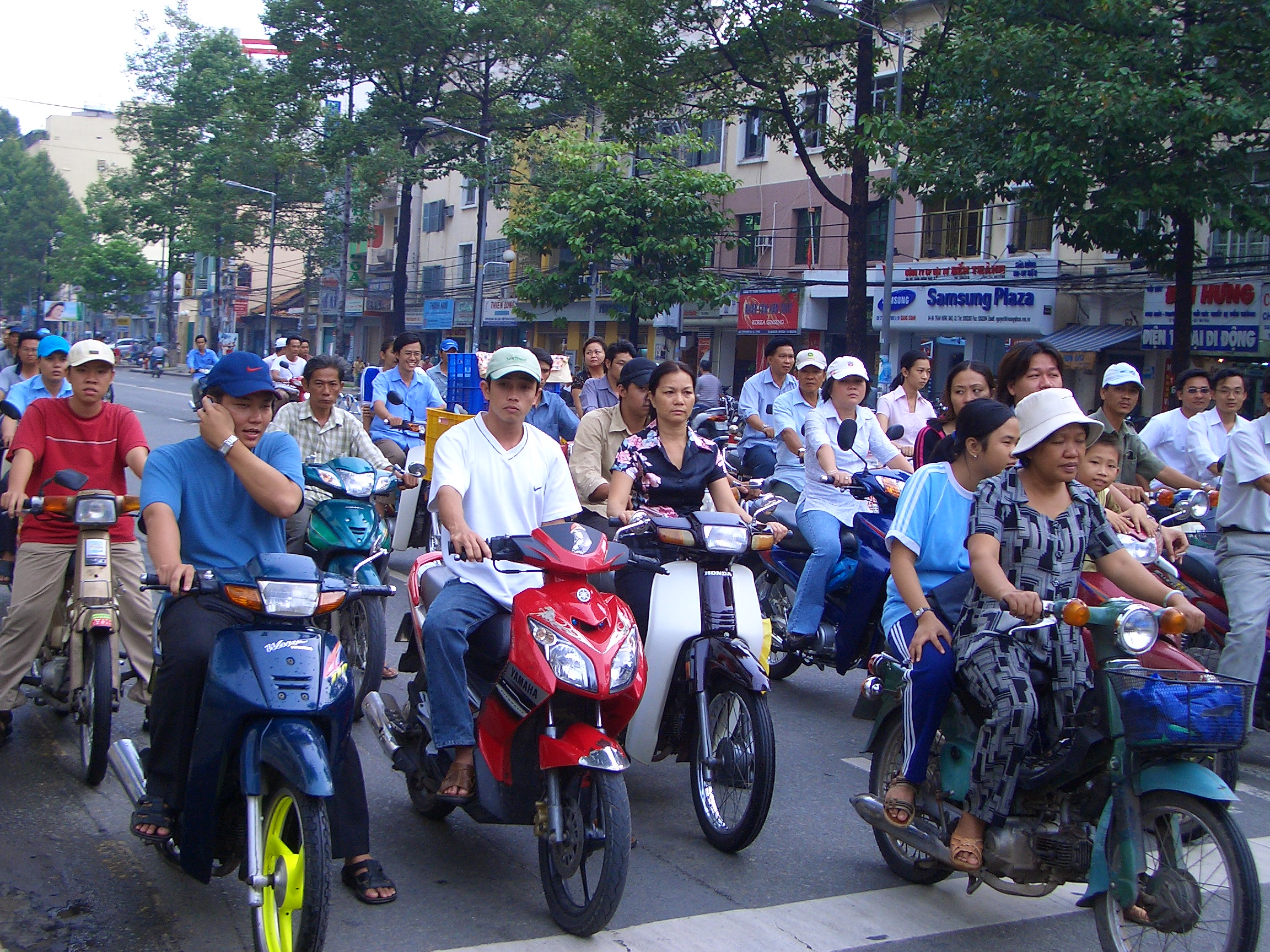
호찌민시의 도로. 모터사이클은 동남아시아 지역의 일반적인 개인 이동 수단이다.

수 많은 종류의 차량이 육상 교통에 사용된다.  개인적 이동 수단으로는 자가용 승용차나 모터사이클과 같은 것들이 쓰이고, 화물의 운반에는 트럭과 같은 차량이 사용된다. 어떤 종류의 차량이 더 많이 쓰이는 가 하는 것은 각 지역의 교통 기반시설 상황과 경제 여건, 문화 등에 따라 달라진다. 유럽이나 북아메리카, 동아시아 등의 지역에서는 승용차가 보다 일반적이지만, 동남아시아의 경우 모터사이클이 기본적인 개인 이동 수단으로 각광받고 있다.
차량은 교통 수단에 따라 도로용 차량과 철도 차량, 기타 궤도용 차량 등으로 구분할 수 있고, 사용 목적에 따라 자가용, 화물차, 대중교통, 군용차량 등으로 구분할 수도 있다. 자가용 승용차는 도로에서 가장 흔하게 볼 수 있는 교통 수단 가운데 하나이다. 2023년 기준 전 세계에는 약 14억 7천만 대의 자동차가 있다. 아시아는 약 5억4천3백만 대가 있는데 이 가운데 4억1천5백만 대는 중국의 것이다. 유럽은 약 4억1천3백만 대, 북아메리카는 약 3억5천8백만 대의 자동차가 있다.

## 사회적 영향

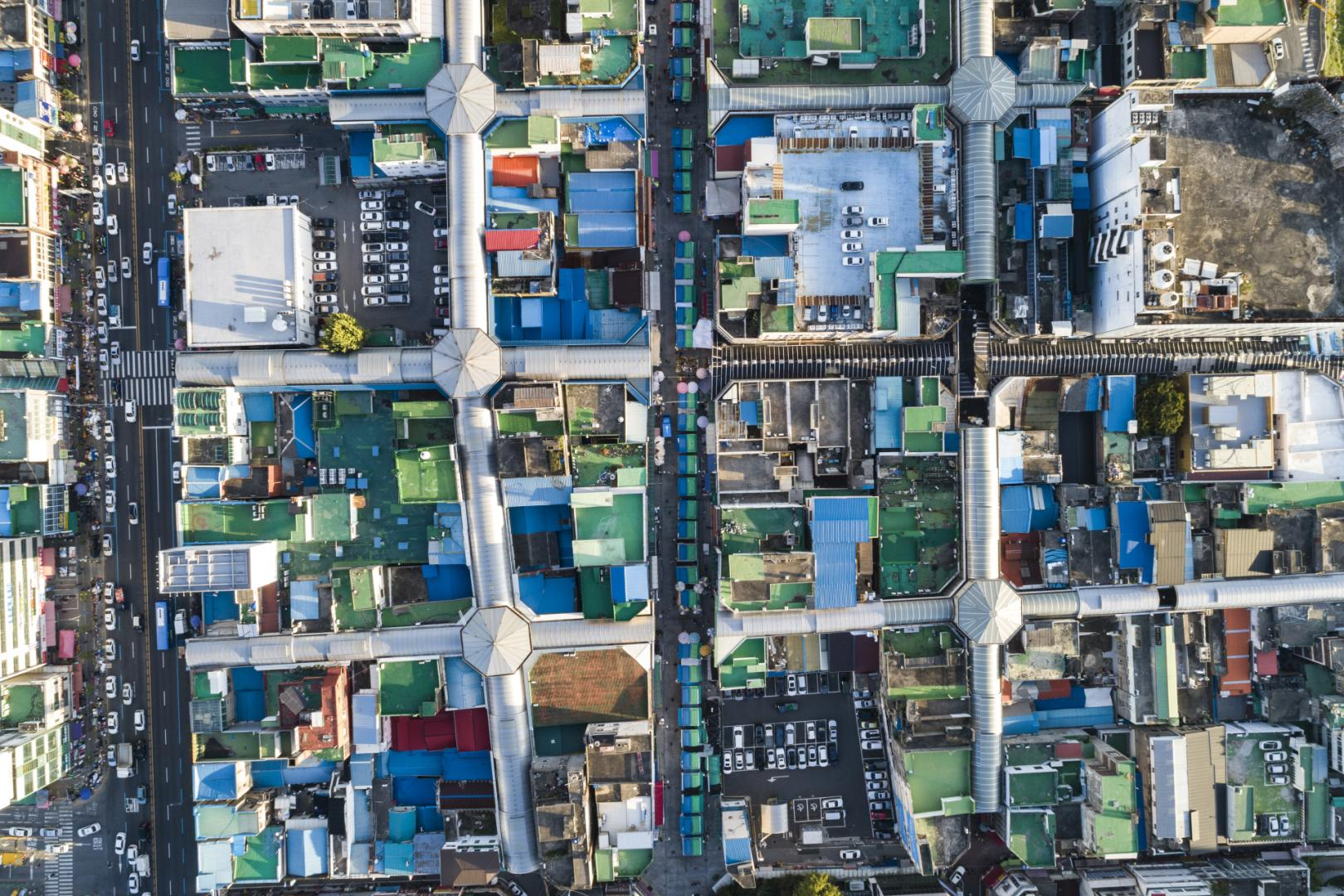
대전시의 도로망

교통의 발달은 종종 한 사회의 발달을 대표하는 척도로 취급된다. 교통은 물적 자본과 함께 인적 자원을 효율적으로 집약하고 교통 기반 시설이 있어야 여러 가지 산업 기반 발달을 이룰 바탕이 되기 때문이다. 교통은 또한 스스로도 하나의 거대한 산업이다. 교통 산업은 기반 시설을 구축하는 건설업, 물류 네트워크를 이루는 운송업, 교통을 지원하는 자동차 및 열차 등의 제조업으로 세분할 수 있다.:xxii 최근에는 교통 정보에 대한 수요도 급증하여 교통정보산업이 형성되었다.:xxiii
급속한 고도성장을 이룬 대한민국의 경우 성장 초기인  1970년대에는 고속도로와 같은 기반시설의 증가가 두두러졌고 1980년대 이후 국민소득 증가와 함께 자동차 보유량이 급격히 증가하였다. 성장 완숙기에 접어든 1990대 이후 각종 지표의 성장률은 눈에 띄게 감소하지만 다른 운송 수단과의 연계를 위한 환승 시설, 고속철도와 같은 새로운 교통 수단 등이 도입되었다. 개발도상국은 일반적으로 비슷한 양상을 보여 중국의 경우도 개혁개방이 본격화 된 1980년대 말 이후 교통 기반 시설의 확장이 본격화 되었다.
육상 교통망의 연결은 도시의 성장과 쇠퇴를 가르기도 한다. 강경은 금강을 이용한 수운으로 조선 후기에 물산이 집약되는 경제 중심지였으나 철도가 부설되면서 수운이 쇠락하자 침체를 겪게 되었고 대전은 경부선과 호남선이 분기하는 교통의 요충지로서 급속한 성장을 하게 되었다.
간선도로와 철도 등의 설치는 도시 계획의 핵심적 요소이다. 이와 같은 기반 시설의 건설은 적절한 수요 예측과 도심 및 부도심 간의 연결 경로 등을 고려하여 계획된다. 수요를 과다 예측한 경우엔 막대한 자금을 들여 건설한 교통망이 제 역할을 못하기도 하고 과소 예측한 경우엔 너무 많은 수송 인원이 몰려 불편을 초래하기도 한다.
일반적으로 교통 기반 시설의 확충은 산업의 지역별 분업을 가능하게 하여 도시의 특색있는 발전을 돕는다. 일본의 게이한신 지역은 고도성장기에 중화학 공업의 중심지가 되었다. 대한민국의 경우도 고도성장기에 울산, 창원, 구미 등의 공업도시가 발달하였다. 그러나 경제성장이 둔화되면 미국의 러스트 벨트와 같이 중공업이 집중된 공업도시는 쇠락현상을 보이게 되고 산업 정체에 따른 인구 유출과 도시 경제 하락과 같은 여러 문제를 겪는다. 이 때에는 잘 발달된 도로가 오히려 인구 유출을 가속화하게 된다.
대부분 내연기관으로 작동되는 육상 교통 수단은 온실가스 배출로 인한 기후 위기 원인 가운데 하나로 지목되고 있고 이에 따른 각종 규제를 시행하고 있지만 성과는 아직 크지 않다. 한편 전기자동차는 직접 온실가스를 배출하지는 않지만 생산과 사용에서 나타나는 탄소발자국은 작지 않으며 전기 생산 방식에 따라 여전히 온실 가스 생산에 관여하여 석유, 가스, 석탄 등의 화석 연료가 발전의 대부분을 담당하는 경우 탄소 중립 효과는 기대하기 어렵다. 이 때문에 유럽 등에서는 근거리 교통에 자전거 이용을 장려하는 한편, 재생 가능 에너지를 중심으로한 전기 생산을 위해 노력하고 있다.

## 같이 보기
- 교통
- 대중교통
- 교통 에너지 효율